# 龙门镇 (芦山县)
龙门镇，原为龙门乡，是中华人民共和国四川省雅安市芦山县下辖的一个乡镇级行政单位。2019年12月，龙门镇五星村所属行政区域划归芦阳街道管辖。

## 行政区划
龙门镇下辖以下地区：
青龙村、王家村、五星村、红星村、隆兴村和古城村。

## 2013年芦山地震
發生於北京時間（UTC+8）2013年4月20日（星期六）08时02分46秒的雅安地震震中位於中國四川省雅安市芦山縣龙门乡马边沟。